# René Deynis
René Deynis (né le 2 décembre 1928 à Paris et décédé le 19 mars 1994 à Montaigu-de-Quercy) est un auteur de bande dessinée français. 
Dessinateur réaliste, il est surtout connu pour ses reprises dans Vaillant de Jean et Jeannette 1959 puis surtout Jacques Flash en 1962. Il a également écrit pour Christian Gaty et Dominique Serafini la série Les Espadons, publiée dans Le Journal de Mickey de 1971 à 1977.
Patrick Gaumer écrit à son sujet : « Dessinateur réaliste rapide et efficace, il fait partie des créateurs méconnus du grand public. »